# 巴克艾鎮區 (堪薩斯州埃利斯縣)
巴克艾鎮區（英語：Buckeye Township）為美國堪薩斯州埃利斯縣轄下的鎮區。2010年美国人口普查中此鎮區人口有414人。

## 地理
巴克艾鎮區涵蓋總面積為352.5平方（136.12平方英里），其中陸地面積為352.4平方（136.05平方英里），水域面積為0.18平方（0.07平方英里）或0.05%。海拔高度657（2,156英尺）。

## 人口統計
根據2010年美國人口普查，巴克艾鎮區人口有414人，其中男性有230人，女性有184人，人口密度為每平方公里1.17人，住房計174戶。鎮區內的白人有398人，非裔美國人有2人，美洲原住民有1人，亞裔美國人有6人，太平洋島裔美國人有0人，其他種族有2人，混血種族則有5人。此外鎮區內有2人為西班牙裔或拉丁裔美國人。此鎮區之年齡中位數為42.6歲，而男性年齡中位數為42.5歲，女性年齡中位數為42.6歲。

## 交通

### 主要公路
- 183號美國國道